# Tüvshinshiree
Tüvshinshiree (mongoliska: Түвшинширээ Сум, Түвшинширээ, Tüvshinshiree Sum) är ett distrikt i Mongoliet.   Det ligger i provinsen Süchbaatar, i den östra delen av landet, 400 km sydost om huvudstaden Ulaanbaatar.